# Leichtathletik-Länderkampf der Männer 1942 Deutschland – Rumänien
| Leichtathletik-Länderkampf mit deutscher Beteiligung 1942 | Leichtathletik-Länderkampf mit deutscher Beteiligung 1942 |                                         |
| --------------------------------------------------------- | --------------------------------------------------------- | --------------------------------------- |
|                                                           |                                                           |                                         |
| Ländervergleich der Männer: Deutschland – Rumänien        |                                                           |                                         |
| Austragungsort                                            | Breslau                                                   |                                         |
| Wettbewerbe                                               | 14                                                        |                                         |
| Datum                                                     | 16. August                                                |                                         |
| 1. GER 2. ROU                                             | 86 Punkte 48 Punkte                                       |                                         |
| Chronik                                                   |                                                           |                                         |
| ← letzter LK 1941: 00ITA-GER (M)                          | erster LK 1951:00 AUT-FRG/YUG-FRG (F) →                   | erster LK 1951:00 AUT-FRG/YUG-FRG (F) → |

Den einzigen Vergleich des Länderkampfjahres 1942 trugen die deutschen Männer am 16. August gegen Rumänien aus. Es war das zweite Aufeinandertreffen dieser beiden Leichtathletik-Teams. Die Begegnung zuvor hatte Deutschland sehr deutlich für sich entschieden. Gastgeber war die schlesische Stadt Breslau. Es war gleichzeitig der letzte Leichtathletik-Ländervergleich einer deutschen Mannschaft für eine lange Zeit. Erst 1951 wurden wieder Länderkämpfe mit deutscher Beteiligung ausgetragen. Sechs Jahre nach Beendigung des Zweiten Weltkriegs waren dann auch Frauen wieder mit einbezogen.

## Wettbewerbe und Modus
Das Programm sah nur vierzehn Wettbewerbe vor, drei weniger als im Aufeinandertreffen im Vorjahr. Die Veranstaltung wurde an einem Tag ausgetragen. Die Punktevergabe war identisch mit der Wertung des ersten Aufeinandertreffens der beiden Nationen. In den Einzeldisziplinen war die Wertung umgekehrt ausgerichtet an der Platzierung, das heißt Pl. 1: 4 P, Pl. 2: 3 P, …, Pl. 4: 1 P. Die Staffeln wurden mit jeweils fünf zu drei gewertet.

## Ergebnis
Die deutschen Sportler dominierten die Begegnung sehr deutlich. Sie entschieden alle Wettbewerbe für sich, darunter waren acht Doppelerfolge. Mit 86 zu 48 Punkten für Deutschland war das Ergebnis am Ende eindeutig.

## Legende
Kurze Übersicht zur Bedeutung der Symbolik – so üblicherweise auch in sonstigen Veröffentlichungen verwendet:
| DNF | nicht im Ziel (did not finish) |
| DSQ | disqualifiziert                |

## Resultate

### 100 m
| Platz | Athlet             | Land | Zeit (s)             |
| ----- | ------------------ | ---- | -------------------- |
| 1     | Ludwig Licha       | GER  | 10,6                 |
| 2     | Ion Moina          | ROU  | 11,0                 |
| 3     | Zenide             | ROU  | 12,1                 |
| DSQ   | Harald Mellerowicz | GER  | vermutlich Fehlstart |

### 200 m
| Platz | Athlet             | Land | Zeit (s) |
| ----- | ------------------ | ---- | -------- |
| 1     | Harald Mellerowicz | GER  | 21,5     |
| 2     | Ion Moina          | ROU  | 21,9     |
| 3     | Konrad Uetz        | GER  | 22,5     |
| 4     | Zenide             | ROU  | 22,8     |

### 400 m
| Platz | Athlet         | Land | Zeit (s) |
| ----- | -------------- | ---- | -------- |
| 1     | Heinz Homburg  | GER  | 50,3     |
| 2     | Helmut Fromme  | GER  | 50,9     |
| 3     | Virgil Ludu    | ROU  | 50,9     |
| 4     | Juliu Dejenaru | ROU  | 51,0     |

### 800 m
| Platz | Athlet           | Land | Zeit (min) |
| ----- | ---------------- | ---- | ---------- |
| 1     | Hans Seibert     | GER  | 1:58,0     |
| 2     | Dumitru Talmaciu | ROU  | 1:58,8     |
| 3     | Pandrea          | ROU  | 2:03,0     |
| DNF   | Heinz Pidun      | GER  | verletzt   |

### 1500 m
| Platz | Athlet           | Land | Zeit (min) |
| ----- | ---------------- | ---- | ---------- |
| 1     | Willy Rank       | GER  | 3:58,5     |
| 2     | Werner Karting   | GER  | 4:01,8     |
| 3     | Dumitru Talmaciu | ROU  | 4:41,5     |
| 4     | Pandrea          | ROU  | 4:41,7     |

### 5000 m
| Platz | Athlet            | Land | Zeit (min) |
| ----- | ----------------- | ---- | ---------- |
| 1     | Rolf Seidenschnur | GER  | 15:11,0    |
| 2     | Otto Eitel        | GER  | 15:24,2    |
| 3     | Radu Jonitza      | ROU  | 15:59,2    |
| 4     | Dinu Cristea      | ROU  | 16:18,6    |

### 110 m Hürden
| Platz | Athlet           | Land | Zeit (s) |
| ----- | ---------------- | ---- | -------- |
| 1     | Karl Kumpmann    | GER  | 15,5     |
| 2     | Virgil Ludu      | ROU  | 16,2     |
| 3     | Dieter Haferkamp | GER  | 16,6     |
| 4     | Dumitrescu       | ROU  | 16,7     |

### 4 × 100 m Staffel
| Platz | Besetzung       | Land                                                      | Zeit (s) |
| ----- | --------------- | --------------------------------------------------------- | -------- |
| 1     | Deutsches Reich | Ludwig Licha Harald Mellerowicz Ernst Schmidt Konrad Uetz | 42,6     |
| 2     | Rumänien        | Mitrănescu Zenide Juliu Dejenaru Ion Moina                | 43,0     |

### 4 × 400 m Staffel
| Platz | Besetzung       | Land                                                   | Zeit (min) |
| ----- | --------------- | ------------------------------------------------------ | ---------- |
| 1     | Deutsches Reich | Helmut Fromme Heinz Homburg Ernst Schmidt Hans Seibert | 3:26,0     |
| 2     | Rumänien        | Zenide Dumitru Talmaciu Virgil Ludu Juliu Dejenaru     | 3:41,8     |

### Hochsprung
| Platz | Athlet              | Land | Höhe (m) |
| ----- | ------------------- | ---- | -------- |
| 1     | Karl-Heinz Langhoff | GER  | 1,90     |
| 2     | Kurt Böhmer         | GER  | 1,85     |
| 3     | Nistor              | ROU  | 1,70     |
| 4     | Dumitrescu          | ROU  | 1,65     |

### Stabhochsprung
| Platz | Athlet          | Land | Höhe (m) |
| ----- | --------------- | ---- | -------- |
| 1     | Rudolf Glötzner | GER  | 3,90     |
| 2     | Gustav Stührk   | GER  | 3,80     |
| 3     | Clement Baciu   | ROU  | 3,40     |
| 4     | Dumitrescu      | ROU  | 3,20     |

### Weitsprung
| Platz | Athlet         | Land | Weite (m) |
| ----- | -------------- | ---- | --------- |
| 1     | Gerd Wagemanns | GER  | 7,32      |
| 2     | Hans Schwenke  | GER  | 6,85      |
| 3     | Nistor         | ROU  | 6,53      |
| 4     | Ion Moina      | ROU  | 6,13      |

### Kugelstoßen
| Platz | Athlet        | Land | Weite (m) |
| ----- | ------------- | ---- | --------- |
| 1     | Josef Bongen  | GER  | 14,67     |
| 2     | Otto Luh      | GER  | 14,56     |
| 3     | Nicolae Gurău | ROU  | 14,18     |
| 4     | Radasan       | ROU  | 12,42     |

### Diskuswurf
| Platz | Athlet          | Land | Weite (m) |
| ----- | --------------- | ---- | --------- |
| 1     | Johann Wotapek  | GER  | 49,30     |
| 2     | Heinz Rosendahl | GER  | 45,39     |
| 3     | Petre Havaletz  | ROU  | 42,51     |
| 4     | Radasan         | ROU  | 40,63     |